# ピエトロ・ペッレグリ
ピエトロ・ペッレグリ（Pietro Pellegri, 2001年3月17日 - ）は、イタリア・ジェノヴァ出身のサッカー選手。セリエA・エンポリFC所属。ポジションはフォワード。

## 経歴
ジェノアCFCのユースチームでキャリアをスタートさせ、2016年12月22日、トリノFC戦においてトマス・リンコンとの交代途中出場でセリエAデビューを果たした。15歳280日でのデビューはアメデオ・アマデイのセリエA歴代1位の年少記録に並んだ。5月28日、ASローマ戦で、16歳72日と歴代3位となる若さでのプロ初得点を記録した。
2017年9月17日、 SSラツィオ戦で2得点を記録した。複数得点を16歳と184日で記録し、21世紀に複数得点を決めた選手の最年少記録を更新した。
2018年1月27日、ASモナコに完全移籍で加入することが発表された。移籍金は2500万ユーロ。
2021年8月25日、ACミランにレンタル移籍で加入することが発表された。2022年1月26日、ACミランでのレンタル期間が早期終了となる。同年1月27日、トリノFCにレンタル移籍で加入することが発表された。
2022年6月28日、トリノFCへ完全移籍。
2024年8月30日、エンポリFCに買取オプション付きのレンタルで移籍した。

## 代表歴
2018年9月1日に17歳でイタリア代表の初招集を受けたが、負傷により代表離脱となった。そこからおよそ2年後の2020年11月11日、アルテミオ・フランキで行われたエストニアとの親善試合で後半26分から交代出場し、19歳で代表デビューを果たした。

## 個人成績
2022年1月27日現在
| クラブ       | シーズン     | リーグ       | リーグ | リーグ | カップ | カップ | リーグカップ | リーグカップ | UEFA | UEFA | その他 | その他 | 通算 | 通算 |
| クラブ       | シーズン     | ディビジョン | 出場   | 得点   | 出場   | 得点   | 出場         | 得点         | 出場 | 得点 | 出場   | 得点   | 出場 | 得点 |
| ------------ | ------------ | ------------ | ------ | ------ | ------ | ------ | ------------ | ------------ | ---- | ---- | ------ | ------ | ---- | ---- |
| ジェノア     | 2016-17      | セリエA      | 3      | 1      | 0      | 0      | —            | —            | —    | —    | —      | —      | 3    | 1    |
| ジェノア     | 2017-18      | セリエA      | 6      | 2      | 1      | 0      | —            | —            | —    | —    | —      | —      | 7    | 2    |
| ジェノア     | 通算         | 通算         | 9      | 3      | 1      | 0      | 0            | 0            | 0    | 0    | 0      | 0      | 10   | 3    |
| モナコ       | 2017-18      | リーグ・アン | 3      | 0      | 0      | 0      | 0            | 0            | —    | —    | —      | —      | 3    | 0    |
| モナコ       | 2018-19      | リーグ・アン | 3      | 1      | 0      | 0      | 0            | 0            | 0    | 0    | 0      | 0      | 3    | 1    |
| モナコ       | 2020-21      | リーグ・アン | 16     | 1      | 1      | 0      | —            | —            | —    | —    | —      | —      | 17   | 1    |
| モナコ       | 通算         | 通算         | 22     | 2      | 1      | 0      | 0            | 0            | 0    | 0    | 0      | 0      | 23   | 2    |
| ミラン       | 2021-22      | セリエA      | 6      | 0      | 0      | 0      | 0            | 0            | 0    | 0    | —      | —      | 6    | 0    |
| キャリア通算 | キャリア通算 | キャリア通算 | 37     | 5      | 2      | 0      | 0            | 0            | 0    | 0    | 0      | 0      | 39   | 5    |